# Intarsja

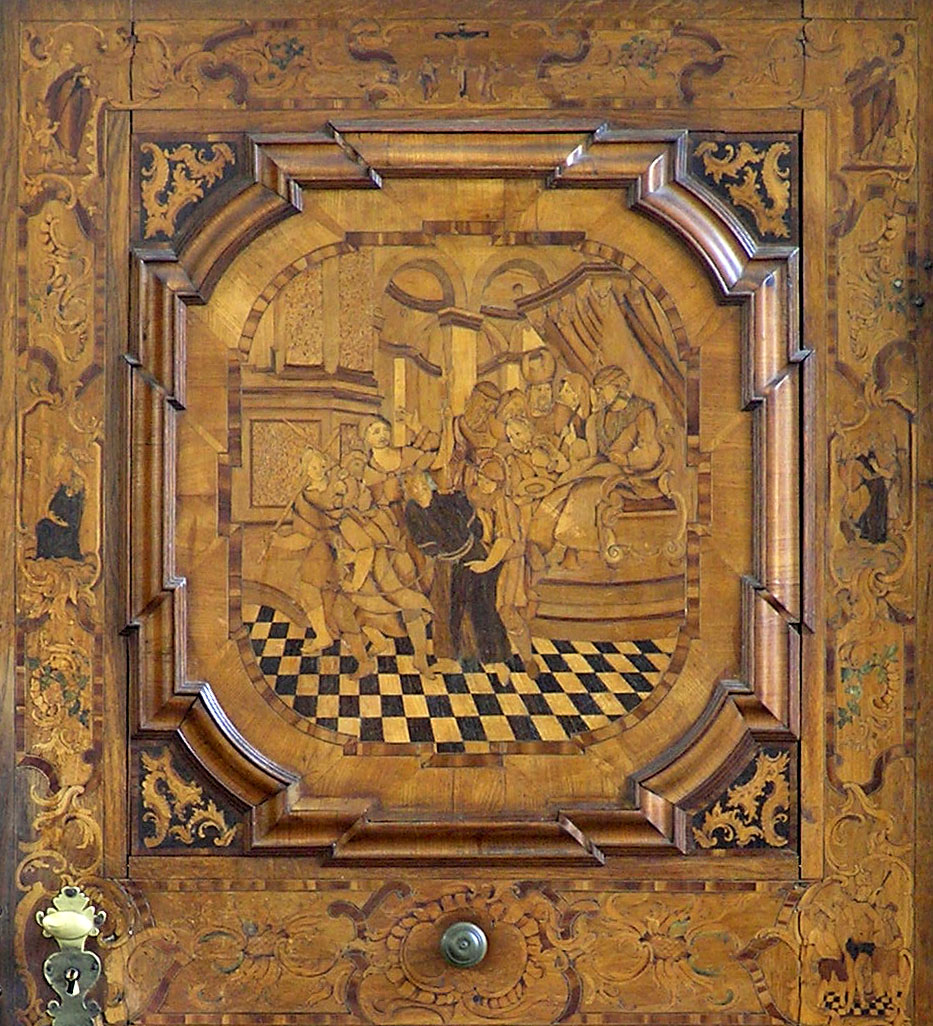
Fragment intarsjowanych drzwi z 1756 r. z kościoła Świętego Ducha w Toruniu

Intarsja (wł. intarsio – wykładzina) – technika zdobnicza polegająca na tworzeniu obrazu przez wykładanie powierzchni przedmiotów drewnianych (zwłaszcza mebli) innymi gatunkami drewna, czasem podbarwianymi, bejcowanymi lub podpalanymi. Wstawki umieszcza się w miejscu usuniętych fragmentów z powierzchni przedmiotu.

## Charakterystyka
Technika znana już w starożytności została rozwinięta w okresie baroku i renesansu. Najstarszym zachowanym przedmiotem jest sarkofag z cedru z ok. 2000 p.n.e.
Szczególny rozkwit intarsji nastąpił w Toruniu w wieku XVIII. Chociaż technika ta była obecna w Toruniu od drugiej połowy XVI wieku, jednak od około 1730 stała się ona dominującą techniką zdobniczą w toruńskim stolarstwie artystycznym. Zdobiło się nią wszystkie elementy wystroju wnętrz mieszczańskich (np. szafy sieniowe, szafki ścienne, szafy zegarowe, skrzynki, kasetki, boazerie, drzwi) oraz reprezentacyjnych – ratuszowych, kościelnych (np. portale, drzwi, boazerie). Powstałe tak wyposażenie, odznaczające się swoistymi cechami formalnymi, zyskało miano mebli toruńskich. Produkowane w Toruniu meble osiągały wysokie walory artystyczne i zyskały dużą popularność.
Bezpośrednie związki z meblami toruńskimi wykazuje podobna, choć mniej liczna XVIII-wieczna wytwórczość elbląska.
Współcześnie jest to już ginąca technika i bardzo niewiele podmiotów zajmuje się wykonywaniem intarsji. Tworzą oni nie tylko zdobienia na meble drewniane i elementy wyposażenia wnętrz, ale również zajmują się tzw. 'malowaniem drewnem'.

## Literatura
- I. Grzeluk, Słownik terminologiczny mebli, Warszawa 2000
- Słownik terminologiczny sztuk pięknych, wyd. PWN, Warszawa 2003.